# Seznam armenskih igralcev
Seznam armenskih igralcev.

## A
- Simon Abkarian
- Charles Aznavour (Shahnour Varenagh Aznavourian)

## B
- Adrienne Barbeau

## C
- Christy Canyon
- Mike Connors

## D
- Frunze Dovlatjan (1927-1997)

## F
- Arlene Francis

## G
- Michael Goorjian

## H
- Sid Haig
- David Hedison

## J
- Armen Jigarkhanyan

## K
- Arsinee Khanjian
- Kelly Kole

## M
- Frunzik Mkrtchyan

## S
- Vladek Sheybal
- Sebastien Sisak

## Y
- Leonid Yengibarov